# Шюрензелен
Шюрензелен (нім. Schürensöhlen) — громада в Німеччині, розташована в землі Шлезвіг-Гольштейн. Входить до складу району Герцогство Лауенбург. Складова частина об'єднання громад Зандеснебен-Нуссе.
Площа — 2,75 км2. Населення становить 158 ос. (станом на 31 грудня 2020).